# 해량원부인
해량원부인(海良院夫人, 생몰년 미상)은 고려의 초대 왕 태조 왕건의 제29비이다.

## 생애
《고려사》〈열전〉에 기록되어 있는 태조 왕건의 29명의 왕비들 중 마지막 왕비이다. 해평(지금의 경상북도 구미시) 출신으로, 대광 선필(宣必)의 딸이며 성씨는 기록에 남아있지 않다.
현대 일부 학자들은 해량원부인의 아버지로 기록되어 있는 선필에 대해, 신라 출신으로 재암성(載巖城) 장군으로 있다가 태조를 돕고 930년(태조 13년)에 아예 고려로 귀순한 선필(善弼)과 동일인으로 보기도 한다. 선필(善弼)은 이러한 공으로 태조에게 후한 대우를 받았으며, 태조는 선필이 연로하자 상부(尙父)라고 부르며 우대하였다.
한편 해량원부인의 자세한 생애나 생몰년, 능지 등에 대해서는 전혀 기록이 남아있지 않아 알 수 없다. 자녀는 없었으며, 호는 해량원부인(海良院夫人)이다.

## 가족 관계
- 아버지 : 대광 최선필(大匡 崔宣必)
- 어머니 : ?
  - 남편 : 제1대 태조(太祖, 877~943, 재위:918~943)